# بريسنلين
البريسنلينات (بالإنجليزية: Presenilins )‏ هي عائلة من البروتينات عبر الغشائية متعددة العبور، وتشكل الوحدات الفرعية المحفزة في مركب البروتياز داخل الغشائي غاما سيكريتاز. حُددت لأول مرة في تصويرات لطفرات تسبب البدء المبكر لمرض آلزهايمر العائلي بواسطة بيتر سانت جورج هيسلوب في مركز البحوث في أمراض الأعصاب في جامعة تورنتو، والآن كذلك في جامعة كامبريدج. للفقاريات جينين اثنين للبريسنلين اسمهما: PSEN1 (يتواجد في الصبغي 14 لدى البشر) ويشفر بروتين بريسنلين 1 وPSEN2 (يتواجد في الصبغي 1) ويشفِّر بروتين بريسنلين 2. يُظهر كلا الجينان انحفاظا بين الأنواع مع اختلاف صغير بين بريسنلينات الإنسان والجرذ. الدودة الأسطوانية الربداء الرشيقة لديها جينان يشبهان البريسنلينات ويبدو أن لهما وظيفة مماثلة هما: Sel-12 وhop-1.
تخضع البريسنلينات للقص في منطقة لولب ألفا في إحدى الحلقات السيتوبلازمية لإنتاج قطعة نهاية أمينية كبيرة وقطعة نهاية كربوكسيلية أصغر تشكلان معا جزءا من البروتين الوظيفي. يمكن منع قص البريسنلين 1 بواسطة طفرة تُسبب فقدان الإكسون 9 وينتج عنها فقدانٌ للوظيفة. تلعب البريسنلينات دورا مفتاحيا في تعديل أيونات الكالسيوم Ca2+ داخل الخلوية التي لها دور في التحرير قبل المشبكي للناقل العصبي وإحداث زيادة الفعالية طويلة الأمد.